# Джон Сейр
Джон Сейр (англ. John Sayre, 1 квітня 1936 — 9 листопада 2023) — американський академічний веслувальник.
Олімпійський чемпіон 1960 року в складі розпашної четвірки без стернового.